# Merodon aureus
Merodon aureus är en tvåvingeart som beskrevs av Fabricius 1805. Merodon aureus ingår i släktet narcissblomflugor, och familjen blomflugor.
Artens utbredningsområde är Tyskland. Inga underarter finns listade i Catalogue of Life.